# Pitcairnia domingensis
Pitcairnia domingensis är en gräsväxtart som beskrevs av Lyman Bradford Smith. Pitcairnia domingensis ingår i släktet Pitcairnia och familjen Bromeliaceae. Inga underarter finns listade i Catalogue of Life.